# Franc Rizmal
Franc Rizmal, slovenski dirigent in violinist, * 29. september 1950, Celje, Slovenija.

## Življenje
Franc Rizmal je diplomiral iz violine leta 1976 na Dunaju in iz dirigiranja leta 1983 v Gradcu. Glasbeno se je izpopolnjeval v Salzburgu, Eisenstadtu, Moskvi, Luganu, Berlinu in Mürzzuschlagu. Kot solist-violinist je nastopal doma in po vsej Evropi, pa tudi v Aziji in Kanadi. Igral je v simfoničnem orkestru Slovenske filharmonije in pri simfonikih RTV Slovenija. Veliko je delal kot glasbeni pedagog, poučeval je v Ljubljani, Velenju in Celju. Na ljubljanski Srednji glasbeni in baletni šoli je obnovil šolski simfonični orkester in zbor ter jima več let tudi dirigiral. Dirigiral je tudi Slovenski filharmoniji in Simfonikom RTV Slovenija, komornemu orkestru Camerata Labacensis in Taipei Chamber Orchestra. Leta 1996 je postal prvi umetniški vodja in dirigent orkestra Slovenske vojske, vodil ga je do leta 2000, nato pa je postal dirigent in umetniški vodja orkestra Slovenske policije. Med leti 1989-93 je predsedoval Glasbeni mladini Slovenije. Bil je tudi član mnogih strokovnih skupin, žirij ter delovnih skupin za prenovo srednjega šolskega glasbenega programa. Leta 1995 je za svoje delo prejel Savinovo plaketo. Živi v Ljubljani, kjer je od leta 2004 naprej profesor komorne igre in violine na Srednji glasbeni šoli Ljubljana.

## Vir
- Križnar, Franc (2002). Sto slovenskih glasbenikov. Ljubljana : Prešernova družba. COBISS 120433152. ISBN 961-6186-61-2.